# Anton von Perfall

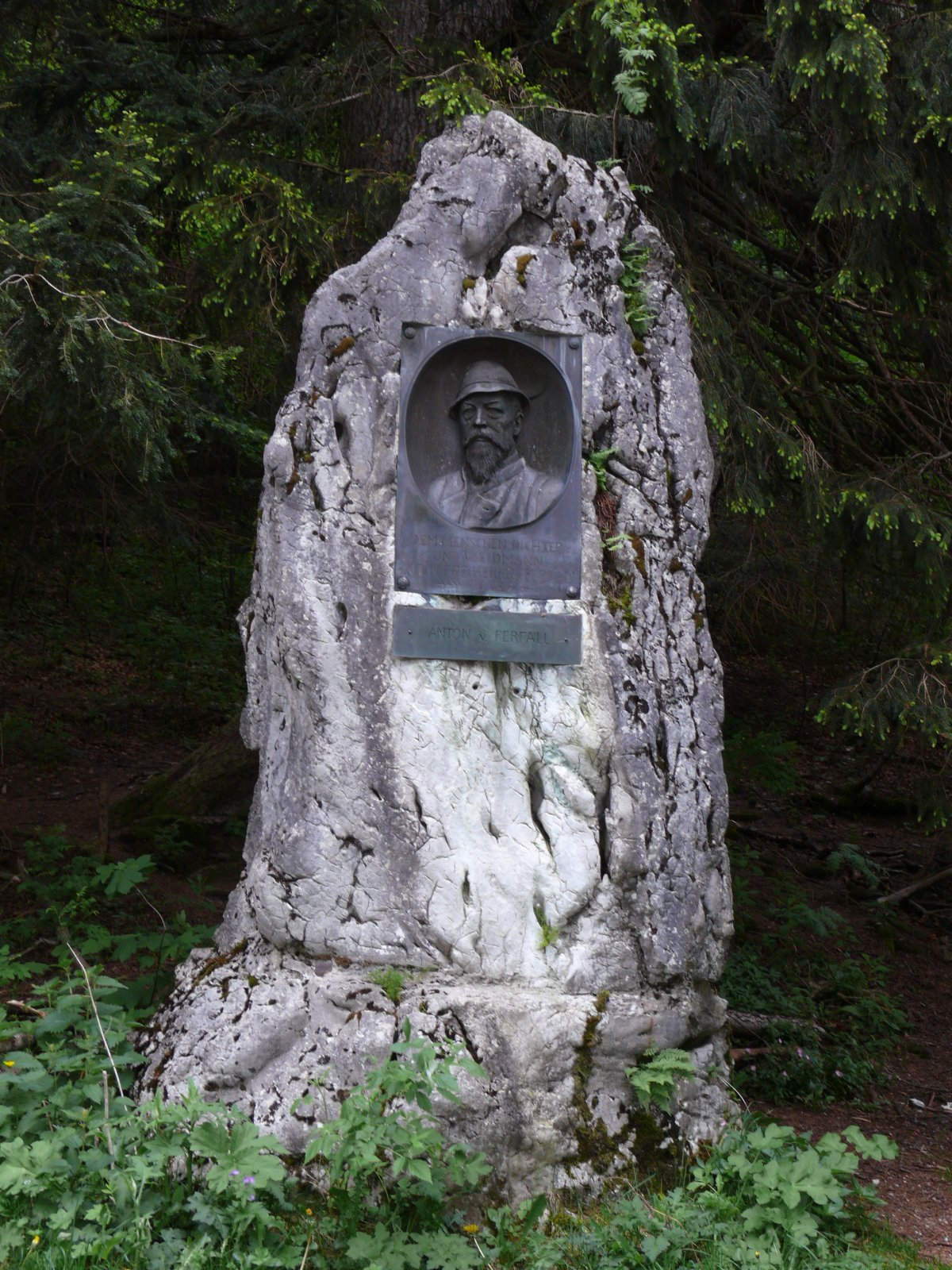
Anton von Perfall, minnesmärke vid Spitzingsee.

Anton Alexander Albrecht von Perfall, född den 11 december 1853 i Landsberg am Lech, död den 3 november 1912 i Schliersee, var en tysk friherre och författare, brorson till Karl von Perfall, bror till Karl von Perfall, farbror till Erich von Perfall. 
von Perfall var en alsterrik och populär romanförfattare, av vars  verk Sein dämon (1893; "Hans onda genius", 1896), Der Scharffenstein (1894; "Slottsfröken", 1895) och "Arbetets ära" (1896) översattes till svenska.